# Sega Rally (jeu vidéo, 2007)
Pour les articles homonymes, voir Sega Rally.
Sega Rally (titre original, Sega Rally Revo) est un jeu vidéo de course de rallye développé par Sega Racing Studio (Bugbear Entertainment pour la version PSP) et édité par Sega en 2007 sur Playstation 2, PlayStation 3, Windows, Xbox 360 et PlayStation Portable.
Successeur du célèbre jeu d'arcade Sega Rally Championship, Sega Rally constitue le 4e opus de la série, venant après Sega Rally Championship (1995), Sega Rally Championship 2 (1998) et Sega Rally 2006 (2006).

## Système de jeu
Cette adaptation assez difficile au demeurant, reste un jeu d'arcade qui donne la priorité à la vitesse plus qu'au réalisme d'une simulation. Ainsi il n'est matériellement pas possible de détruire son véhicule, même si les dégâts laissés par les parcours semés d'embûches, viennent égayer l'aspect général au long des courses. SEGA Rally propose plus de 30 véhicules différents sous licence des constructeurs automobiles, et une vingtaine de circuits différents.